# Сукма
Сукма, Шоба — река в России, протекает в Мари-Турекском районе Республики Марий Эл. Устье реки находится в 93 км по левому берегу реки Уржумка. Длина реки составляет 14 км.
Исток реки у нежилой деревни Шоба в 22 км к юго-востоку от села Мари-Турек. Река течёт на северо-восток, протекает деревню Сукма и впадает в Уржумку в черте села Большое Опарино.

## Данные водного реестра
По данным государственного водного реестра России относится к Камскому бассейновому округу, водохозяйственный участок реки — Вятка от водомерного поста посёлка городского типа Аркуль до города Вятские Поляны, речной подбассейн реки — Вятка. Речной бассейн реки — Кама.
По данным геоинформационной системы водохозяйственного районирования территории РФ, подготовленной Федеральным агентством водных ресурсов:
- Код водного объекта в государственном водном реестре — 10010300512111100038231
- Код по гидрологической изученности (ГИ) — 111103823
- Код бассейна — 10.01.03.005
- Номер тома по ГИ — 11
- Выпуск по ГИ — 1